# Westerlo
Westerlo es una localidad y municipio de la provincia de Amberes en Bélgica. Sus municipios vecinos son Geel, Heist-op-den-Berg, Herentals, Herselt, Hulshout y Olen. Tiene una superficie de 55,1 km² y una población en 2019 de 25.051 habitantes, siendo los habitantes en edad laboral el 65% de la población.

## Localidades del municipio

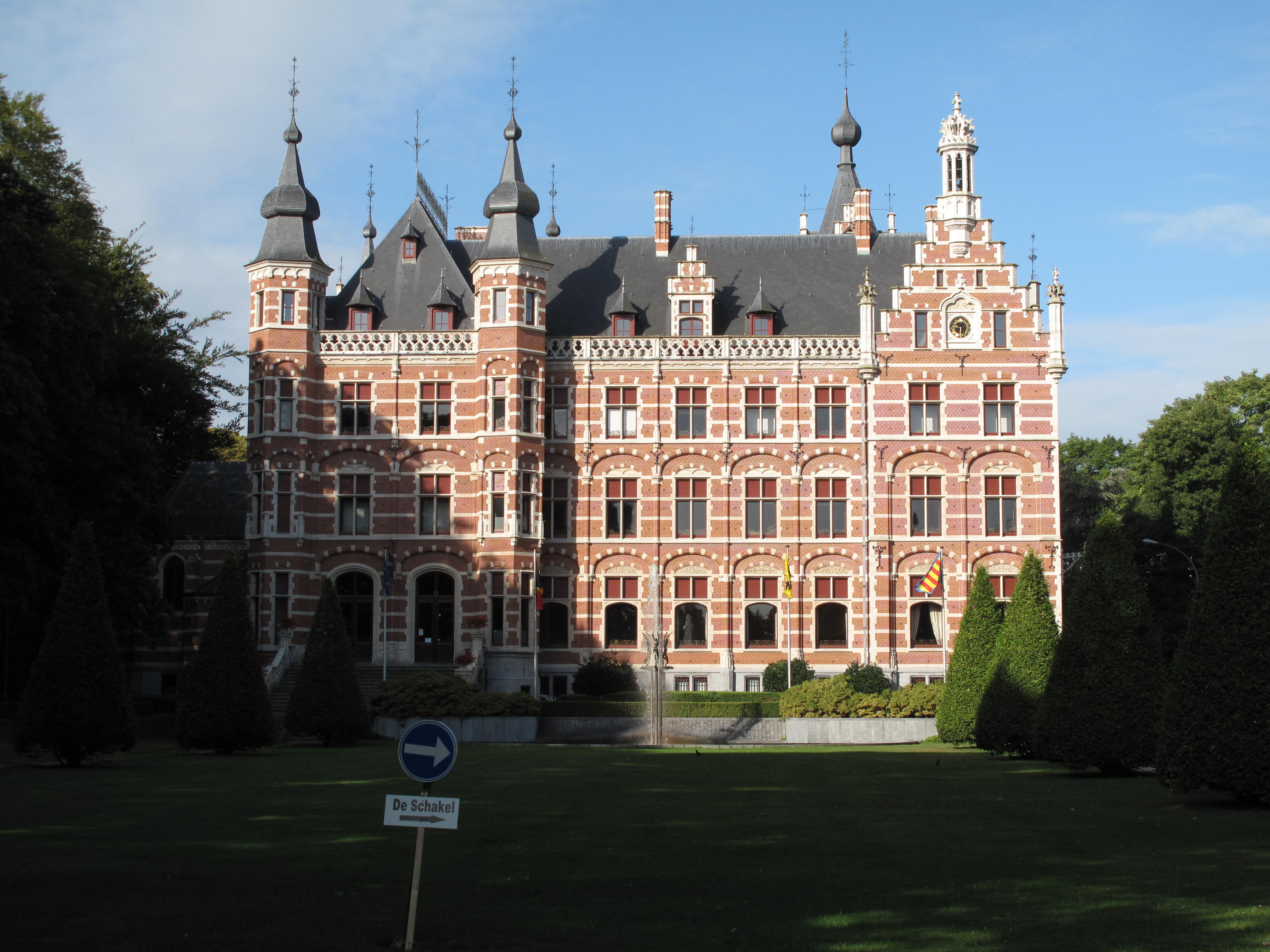
Ayuntamiento de Westerlo.

- Westerlo
- Heultje
- Oevel
- Oosterwijk
- Tongerlo
- Voortkapel
- Zoerle-Parwijs

## Historia
El nombre del pueblo ya aparece en los registros en el siglo X. En 1625, Westerlo recibió el título de marquesado por el rey de España. En 1798 fue un foco importante de la revuelta contra los invasores franceses. La familia noble de los Merode eran los señores del municipio desde la Edad Media, estando el castillo Westerlo todavía habitado por esta familia.

## Demografía

### Evolución
Todos los datos históricos relativos al actual municipio, el siguiente gráfico refleja su evolución demográfica, incluyendo municipios después de efectuada la fusión el 1 de enero de 1977.
| Gráfica de evolución demográfica de Westerlo entre 1846 y 2020 |
|                                                                |

## Lugares de interés
La abadía de Tongerlo contiene una copia muy antigua de la última cena de Leonardo da Vinci. También se conoce como hogar de la cerveza de la abadía de Tongerlo, pero esta no se elabora en la abadía.
El pueblo recibió el apodo de "groene parel der Kempen", que significa "la perla verde de Kempen", apodo en referencia a los grandes bosques que lo rodean, que están dotados de amplios senderos idóneos para los caminantes.

## Deportes
El club representativo de la localidad es el KVC Westerlo, que compite en la Jupiler League.